# 福岡県立鞍手竜徳高等学校
福岡県立鞍手竜徳高等学校（ふくおかけんりつ くらてりゅうとくこうとうがっこう）は、福岡県宮若市龍徳に所在する公立高等学校。
2003年、鞍手地域にあった4つの県立高校（筑豊工業高・西鞍手高・鞍手農業高・鞍手商業高）を統合する形で開校した。校地・校舎は鞍手農業高のものを引き継いでいる。

## 設置学科
全日制課程
- 総合学科
  - 文理科学系列
  - 農業環境系列
  - 工業技術系列
  - ビジネス系列
  - 福祉サービス系列

## 沿革
- 2002年（平成14年）11月1日 - 設立認可。
- 2003年（平成15年）4月8日 - 開校式・第1回入学式。

## 校訓
- 至実明錬
- 同窓異彩

## 通学区域
福岡県内全域。

## 交通
最寄りのバス停
- JR九州バス直方線「百合野」バス停下車徒歩1分

最寄りの道路
- 福岡県道21号福岡直方線

## 主な卒業生
- 野見山夏子（元女優）※西鞍手高等学校卒業